# Hidda-Codex

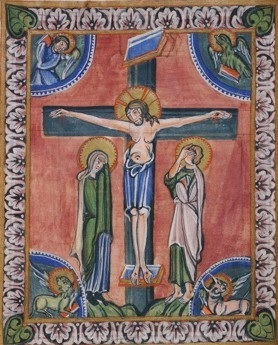
Kreuzigungsbild

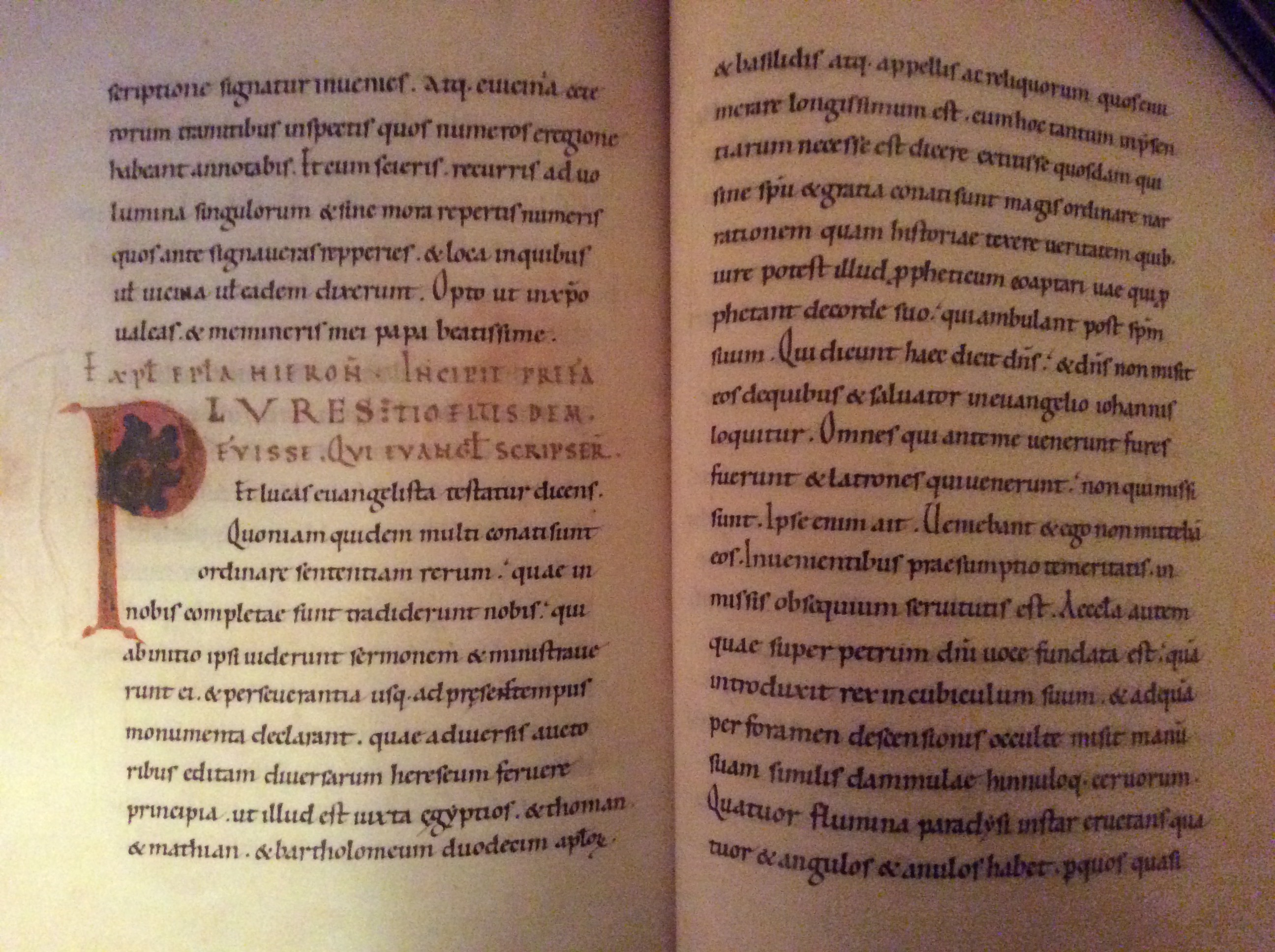

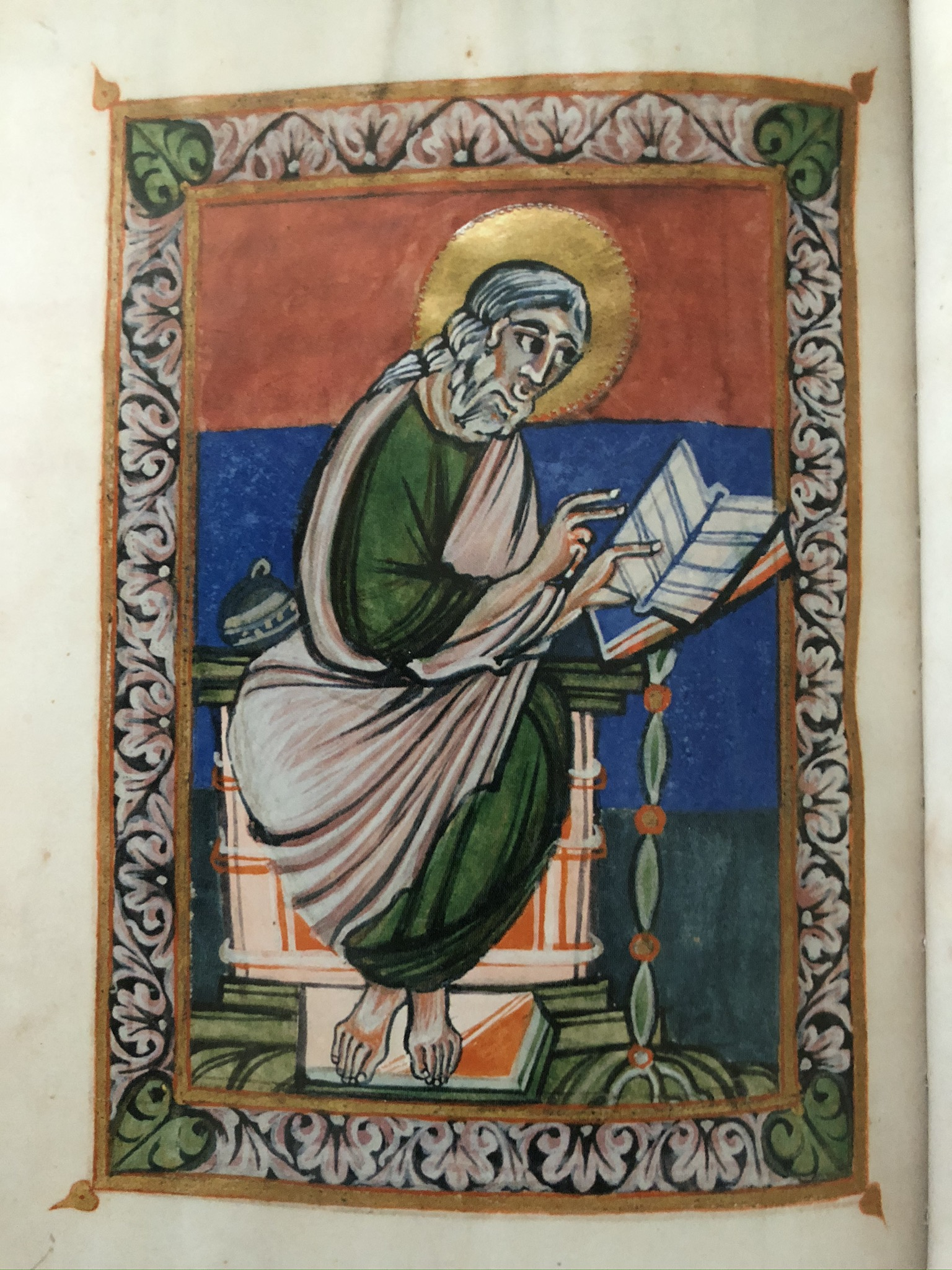
Evangelist Lukas

Der Hidda-Codex, auch Gerresheimer Evangeliar genannt, ist eine spätottonische Prachthandschrift, die auf 1020/1030 datiert wird. Ihren Namen erhielt die Handschrift nach der Stifterin, die aus einem Eintrag auf Seite 120v des Codex hervorgeht. Der Codex stammt aus dem Besitz der Frauengemeinschaft Gerresheim und befindet sich inzwischen im Besitz der Katholischen Pfarrei St. Margareta in Düsseldorf-Gerresheim.
Der Gerresheimer Hidda-Codex hat einen Umfang von 274 Pergamentblättern bei einem Format von 27,3 cm auf 20,0 cm. Er ist einspaltig geschrieben und wird von zwei wenig überstehenden 12 mal 13 mm starken Eichenholzdeckeln, mit geradem Zuschnitt, geschützt. Die Heftung erfolgte auf fünf geschnitzte Doppelbünden aus alaungegerbtem Leder. Vor allem der mittelalterliche Teil mit den Evangelien ist in Latein und in karolingischen Minuskeln verfasst. Der Codex beinhaltet ein Evangeliar, also ein für christliche Liturgie und Gottesdienst benötigtes Buch mit den vier Evangelien. Der Schriftraum des Evangeliars wurde einspaltig zu je zwanzig Zeilen im Format von 166 mal 102 mm angelegt. Zwischen Markus- und Lukasevangelium befindet sich die Abschrift einer Schenkungsurkunde der Essener Äbtissin Theophanu (* um 997; † 5. März 1058 in Essen). Sie war von 1039 bis zu ihrem Tod Äbtissin des Stiftes Essen und ebenso Äbtissin des Stiftes Gerresheim. Darin stockt die Äbtissin das Budget der Gerresheimer Kanonikerinnen für Bekleidung um zwei solidi auf, womit sie nicht weniger als ein Viertel des neuen Gesamtbudgets trägt. Darüber hinaus verschafft sie den Gerresheimer Sanctimonialen während der Fastenzeit allsonntäglich eine zusätzliche Portion Fisch. Nachträge im Evangeliar sind u. a. zwei Schatzverzeichnisse (Sakristeiinhalte) aus dem 13. und 14. Jahrhundert und ein Äbtissinneneid der Richardis von der Schleiden aus dem 14. Jahrhundert. Im 17. Jahrhundert wurden in das Evangeliar ein Glaubensbekenntnis sowie die Eide für Kanoniker, Pfarrer, Stiftsdamen und Vikare des Stifts eingetragen. Die chronologisch letzte Eidesformel stammt aus dem 18. Jahrhundert und ist als loses Blatt dem Codex beigelegt. Die neueren Texte sind teilweise auch in lateinischen Buchstaben und auf Deutsch geschrieben.
Der Codex wird der Kölner Buchmalerschule zugeordnet. Der buchmalerische Schmuck zeigt sich in Kanonseiten, Initiale, Incipit-Seiten, vier Evangelistenbildern sowie einem Kreuzigungsbild. Das Kreuzigungsbild ist größer als die Evangelistenbilder, wohl um der Darstellung ein höheres Gewicht zu geben. Es ist dem Bild des Evangelisten Johannes gegenübergestellt. Die Evangelisten sind ohne ihre Symbole dargestellt. Dies ist auch ein Argument für Köln als Entstehungsort des Evangeliars. Symbole in den Bildern der Evangelisten sind im Südwesten, nicht aber in der Kölner Buchmalschule üblich. Ungewöhnlich: Der frontal gezeigte Unterkörper des Lukas ist kissenhaft und herzförmig abgebildet. In den Ecken des Kreuzigungsbildes sind dennoch die Evangelistensymbole dargestellt. Fol. 210v. enthält die Widmung einer frommen Frau, „Hidda“ genannt, die das Evangeliar Gott und dem heiligen Hippolyt, dem Patron des Gerresheimer Stifts, übergibt; Fol. 211r. ist leer. Ob diese „Hidda“ mit der „Hitda“ des Darmstädter Hitda-Codex identisch ist, ist umstritten, da letztere Handschrift fünfzig Jahre früher datiert wird. Hidda kann möglicherweise mit Ida (* vor 1025; † 7. oder 8. April 1060), der Schwester von Theophanu und späteren Äbtissin der Kölner Frauengemeinschaft St. Maria im Kapitol identifiziert werden.